# Epigrypera argenticincta
Epigrypera argenticincta là một loài bướm đêm trong họ Noctuidae.